# Walter Thomas
Walter Thomas, Pseudonyme Hans Peter Dorn und W. Th. Andermann (* 17. Juli 1908 in Siegen; † 2. Juni 1970 in Bochum), war ein deutscher Dramaturg, Theaterdirektor und Autor, der durch War ich wirklich ein Hochstapler?, einen Fortsetzungsroman zu Thomas Manns Bekenntnisse des Hochstaplers Felix Krull, bekannt wurde. Im Dritten Reich war Thomas Kulturfunktionär in Wien.

## Leben
Walter Thomas besuchte in Siegen das Realgymnasium (heute: Gymnasium am Löhrtor) und begann danach eine Buchhändlerlehre. Anschließend war er bis 1931 als Buchhändler in Dortmund tätig und arbeitete danach als Theaterkritiker und Feuilletonredakteur der Westfälischen Landeszeitung. Von 1935 bis 1940 war Thomas unter der Direktion von Saladin Schmitt als Chefdramaturg, stellvertretender Intendant und Spielleiter in Stadttheater Bochum tätig.
Nach dem „Anschluss Österreichs“ war er ab 1938 Generalkulturreferent beim Reichsstatthalter Baldur von Schirach in Wien. Im selben Jahr schrieb er die Abhandlung Vom Drama unserer Zeit, worin es unter anderem hieß: „Die Tragödie muss hart und unerbittlich sein. Ihre oberste Forderung an den Dichter heißt nicht Grausamkeit, aber inneres Unbeteiligtsein am tragischen Geschick. Mitleid ist in diesem Falle Schwäche, Sentimentalität, Talentlosigkeit“. Von 1940 bis 1943 war er Leiter des Generalreferats für die Wiener Staatstheater; vom 1. Februar bis 19. April 1941 war er auch Direktor der Wiener Staatsoper. 1942 wurde er Leiter der Kulturabteilung im Reichspropagandaamt Wien. 1943/44 arbeitete er als stellvertretender Direktor und Spielleiter am Deutschen Theater in Berlin und am Theater in der Josefstadt in Wien.
Nach Ende des Zweiten Weltkrieges wurde Thomas’ Vom Drama unserer Zeit in der Sowjetischen Besatzungszone auf die Liste der auszusondernden Literatur gesetzt.
1946/47 war er Generalsekretär der Deutschen Shakespeare-Gesellschaft. 1948/49 kehrte er wiederum als Spielleiter und stellvertretender Intendant nach Bochum zurück, wurde dort aber wegen seiner Tätigkeit in der Zeit des Nationalsozialismus nach öffentlichen Protesten entlassen. Danach wurde Thomas Oberspielleiter am Landestheater Detmold und übernahm diese Funktion ab 1951 am Stadttheater in Bremen. Von 1954 bis 1959 war er Chefdramaturg und Oberspielleiter am Staatstheater Oldenburg.  Ab 1959 lebte er als freier Autor und Regisseur in Gräfelfing bei München.
Teilnachlässe befinden sich an der Stadt- und Landesbibliothek Dortmund und im Westfälischen Handschriftenarchiv.

## Werke

### Selbständige Veröffentlichungen
(Die von ihm verwendeten Pseudonyme jeweils in runden Klammern)
- Der Krumme. Roman. 1932.
- Vom Drama unserer Zeit. Max Beck, Leipzig 1938.
- Bis der Vorhang fiel. Berichtet nach Aufzeichnungen aus den Jahren 1940 bis 1945. Schwalvenberg, Dortmund 1947 (W. Th. Andermann)
- Europäische Begegnungen. Band 1. Schwalvenberg, Dortmund 194? (W. Th. Andermann)
- Ich bin Hamlet. Erzählung. Schwalvenberg, Dortmund 194? (W. Th. Andermann)
- Auslesung.  Ohne Ort und Verlag 1950.
- Aktionäre des Himmels. Volksstück. 1953
- Moralitäten. Ein Lustspiel in fünf Akten. Frankfurt/M. 1958.
- War ich wirklich ein Hochstapler? Roman. Herbig, Berlin 1958
2. Auflage Non Stop-Bücherei, Berlin 1962 (Hans Peter Dorn)
- Spannt die Regenschirme auf. Ozeanreise. In: Hans Bender: Junge Lyrik 1960. S. 14–15 1960 (Hans Peter Dorn)
- Richard Strauss und seine Zeitgenossen. Langen-Müller, München 1964.
- Wilhelm Oechelhaeuser, Begründer der Deutschen Shakespeare-Gesellschaft. Ein Vortrag. Stadtverwaltung Siegen, Siegen 1964.
- Shakespeare in Deutschland: 1864–1964. Mit Illustrationen von K. Brinkmann. Deutsche Shakespeare-Gesellschaft West e. V., Bochum 1964.

### Als Herausgeber
- Kleists Vermächtnis. Festschrift zur Kleist-Woche 1936. Veranstaltet von der Stadt Bochum und der Kleist-Gesellschaft in Verbindung mit der NS-Kulturgemeinde. Text und Bildgestaltung Walter Thomas. Beck, Leipzig 1936.
- Festschrift zur Deutschen Shakespeare-Woche. Hrsg. von der Stadt Bochum in Zusammenarbeit mit der Deutschen Shakespeare-Gesellschaft. Text- und Bildgestaltung: Walter Thomas. Bochum 1937.
- Hebbel in unserer Zeit. Eine Festschrift. Hrsg. im Auftrage der Stadt Bochum in Zusammenarbeit mit der Hebbel-Gemeinde und unter Mitredaktion von Dr. Metzger anläßlich der Friedrich-Hebbel-Woche. Beck, Leipzig, Beck 1939.
- Jahrbuch der Bochumer Bühne 1939/40. Der Spielplan-Entwurf für die Spielzeit 1939/40. Bochum, Stadt Bochum 1939.
- W. A. Mozart. Hrsg. zur Mozartwoche des Deutschen Reiches in Zusammenarbeit mit dem Reichsministerium für Volksaufklärung und Propaganda und dem Reichsstatthalter in Wien von Walter Thomas. Verlag Die Pause, Wien u. a. 1941
- Friedrich Hebbel. Leben und Werk in Einzeldarstellungen. Hrsg. zur Wiener Hebbel-Woche im Auftrage des Reichstatthalters in Wien. Verlag Die Pause, Wien u. a. 1942.
- Denkschrift zur Wiederaufnahme ihrer Tätigkeit in der britischen Besatzungszone Deutschlands. Deutsche Shakespeare-Gesellschaft (German Shakespeare-Society). Gegründet 1864 in Weimar. Hrsg. von Walter Thomas, Otto Zur Nedden. Deutsche Shakespeare-Gesellschaft, Freienohl i. W. 1946
- Das Spieljahr 1956/57. Oldenburgisches Staatstheater. Intendant Fred Schroer. Hugo Prull, Oldenburg 1958
- 100 Jahre Deutsche Shakespeare-Gesellschaft. 1964